# Aalto-Hochhaus
Aalto-Hochhaus – budynek apartamentowy w Bremie, w Niemczech. Liczy 22 kondygnacje. Budynek został zaprojektowany przez Alvara Aalto i został wybudowany w 1962 roku. Od 1998 jest uznawany za zabytek i prawnie chroniony.